# Darius Rucker

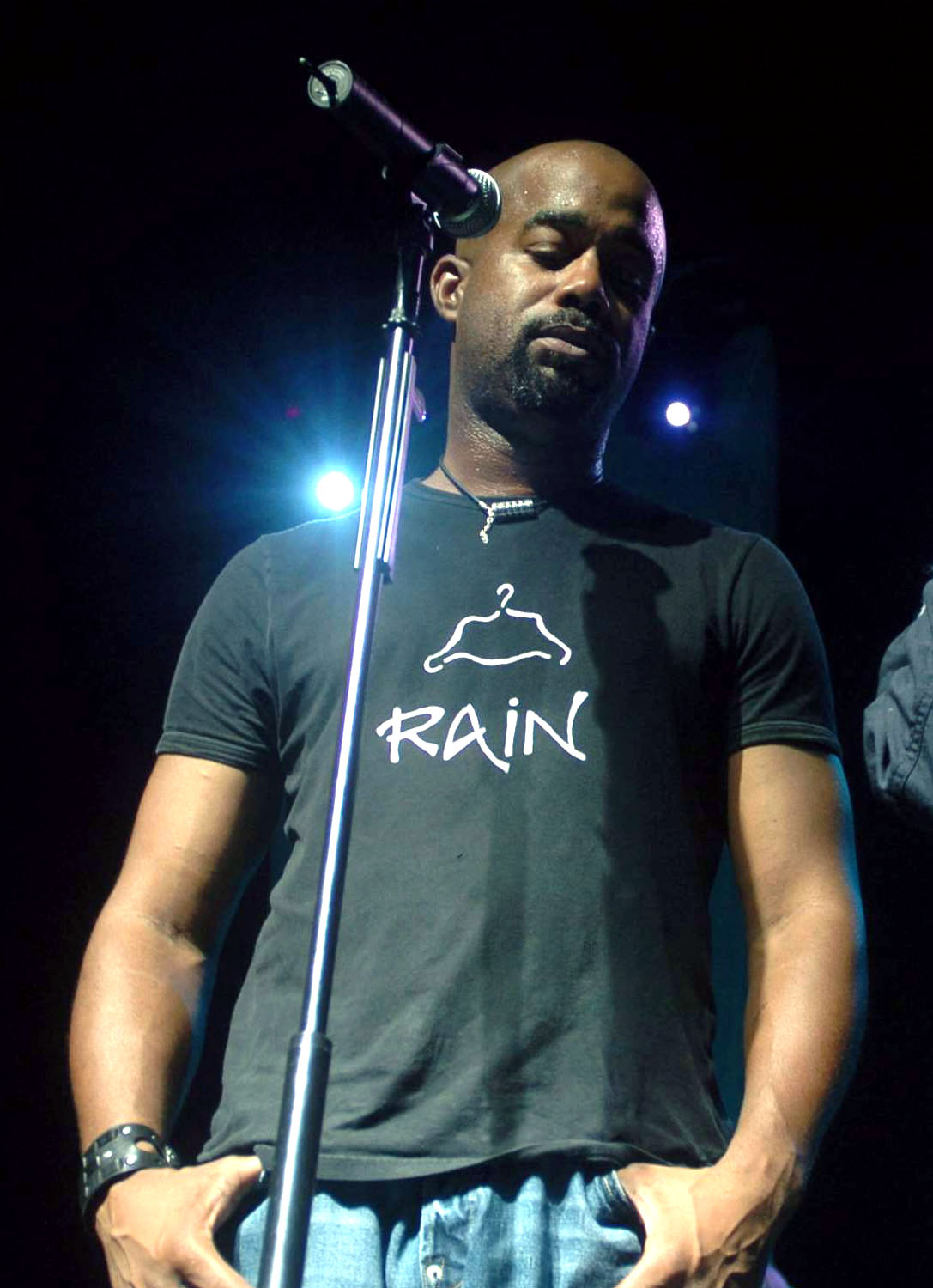
Darius Rucker (2004)

Darius Carlos Rucker (* 13. Mai 1966 in Charleston, South Carolina) ist ein US-amerikanischer Rock-, R&B- und Country-Sänger. Er wurde in den 90er Jahren als Sänger der Band Hootie and the Blowfish bekannt. Seit 2008 ist er mit Songs wie Don't Think I Don’t Think About It und Wagon Wheel (2013) im Country erfolgreich. 

## Karriere
Rucker besuchte die Middleton High School in seiner Heimatstadt und dann die University of South Carolina. Dort traf er auf die drei Kommilitonen, mit denen er 1989 gemeinsam Hootie and the Blowfish gründete. Ab 1994 hatten sie in den USA mehrere Single-Hits und drei Top-5-Alben. Danach machten sie eine Pause, die Rucker für ein Soloalbum nutzte. Statt dem Pop-Rock-Stil der Band treu zu bleiben, ging er in Richtung R&B und stellte das Album The Return of Mongo Slade fertig. Die Veröffentlichung beim Bandlabel Atlantic scheiterte jedoch wegen vertraglichen Problemen, so dass sein Solodebüt erst 2002 beim Indie-Label Hidden Beach unter dem neuen Titel Back to Then erschien. Das Album blieb relativ erfolglos und erreichte nur die unteren Ränge der R&B- und Verkaufscharts.
Ein Jahr später nahmen Hootie and the Blowfish ein neues gemeinsames Album auf. Aber nachdem dieses und das folgende Album nur noch mittelmäßig erfolgreich waren, löste sich die Band 2008 vorübergehend auf. Rucker unternahm daraufhin einen neuen Anlauf mit seiner Solokarriere und wandte sich diesmal der Country-Musik zu. Die Musik war ihm aus seiner Jugend in South Carolina vertraut und er hatte versucht, sie auch bei Hootie and the Blowfish einzubringen, wurde aber von seinen Bandkollegen überstimmt. 2005 trat er zudem in einem Werbespot als singender Cowboy auf.
Seine erste Single Don't Think I Don’t Think About It erschien 2008 und wurde ein großer Erfolg. Sie arbeitete sich bis auf Platz eins der Country-Charts vor, und er war damit der erste Afroamerikaner mit einem Country-Nummer-eins-Hit seit Charley Pride im Jahr 1983. Sein Album Learn to Live kam danach ebenfalls auf Platz eins bei den Country-Alben und It Won’t Be Like This for Long wurde die zweite Nummer-eins-Single in Folge. Auch in den Hot-100- bzw. Billboard-200-Charts war Rucker mit Singles und Album erfolgreich. Im Oktober 2012 wurde er Mitglied der Grand Ole Opry.
Seinen größten Hit hatte Rucker 2013 mit dem Song Wagon Wheel. Er war seine dritte Nummer eins in den Country-Charts und kam auf Platz 15 in den Hot 100. Er verkaufte sich über elf Millionen Mal und er erhielt dafür von der RIAA Elffach-Platin. Außerdem wurde er bei den Grammy Awards 2014 als beste Country-Solodarbietung des Jahres ausgezeichnet.
Im Juli 2013 gab der Bürgermeister von Ruckers Heimatstadt Charleston bekannt, dass eine Straße nach ihm benannt wird. Der Coliseum Drive heißt seit August Darius-Rucker-Boulevard. 2015 hatte er mit Southern Style ein weiteres Nummer-eins-Album in den Country-Charts. 2017 belegte er mit dem Album When Was the Last Time dort den zweiten Platz. Im Mai 2021 fungierte Rucker in der zehnten Episode der fünften Staffel des US-amerikanischen Ablegers von The Masked Singer als Gastjuror. Er tritt auch weiterhin mit Hootie and the Blowfish auf.

## Diskografie

### Alben
| Jahr | Titel Musiklabel                                 | Höchstplatzierung, Gesamtwochen, AuszeichnungChartplatzierungen (Jahr, Titel, Musiklabel, Platzierungen, Wochen, Auszeichnungen, Anmerkungen) | Höchstplatzierung, Gesamtwochen, AuszeichnungChartplatzierungen (Jahr, Titel, Musiklabel, Platzierungen, Wochen, Auszeichnungen, Anmerkungen) | Höchstplatzierung, Gesamtwochen, AuszeichnungChartplatzierungen (Jahr, Titel, Musiklabel, Platzierungen, Wochen, Auszeichnungen, Anmerkungen) | Anmerkungen                              |
| Jahr | Titel Musiklabel                                 | UK | US | Country | Anmerkungen                              |
| ---- | ------------------------------------------------ | --- | --- | --- | ---------------------------------------- |
| 2002 | Back to Then Hidden Beach Recordings             | — | US127 (2 Wo.)US | — | Erstveröffentlichung: 30. Juli 2002      |
| 2008 | Learn to Live Capitol Records Nashville          | — | US5 Platin · (112 Wo.)US | Country1 (82 Wo.)Country | Erstveröffentlichung: 16. September 2008 |
| 2010 | Charleston, SC 1966 Capitol Records Nashville    | — | US2 Gold · (41 Wo.)US | Country1 (78 Wo.)Country | Erstveröffentlichung: 12. Oktober 2010   |
| 2013 | True Believers Capitol Records Nashville         | UK89 (1 Wo.)UK | US2 Platin · (47 Wo.)US | Country1 (77 Wo.)Country | Erstveröffentlichung: 21. Mai 2013       |
| 2014 | Home for the Holidays Capitol Records Nashville  | — | US25 (13 Wo.)US | Country3 (10 Wo.)Country | Erstveröffentlichung: 27. Oktober 2014   |
| 2015 | Southern Style Capitol Records Nashville         | — | US7 (16 Wo.)US | Country1 (42 Wo.)Country | Erstveröffentlichung: 31. März 2015      |
| 2017 | When Was the Last Time Capitol Records Nashville | — | US8 (7 Wo.)US | Country2 (31 Wo.)Country | Erstveröffentlichung: 20. Oktober 2017   |
| 2023 | Carolyn’s Boy Capitol Records Nashville          | — | US153 (1 Wo.)US | Country27 (1 Wo.)Country | Erstveröffentlichung: 6. Oktober 2023    |

### Singles
| Jahr | Titel Album                                      | Höchstplatzierung, Gesamtwochen, AuszeichnungChartplatzierungen (Jahr, Titel, Album, Platzierungen, Wochen, Auszeichnungen, Anmerkungen) | Höchstplatzierung, Gesamtwochen, AuszeichnungChartplatzierungen (Jahr, Titel, Album, Platzierungen, Wochen, Auszeichnungen, Anmerkungen) | Anmerkungen                                                         |
| Jahr | Titel Album                                      | US | Country | Anmerkungen                                                         |
| --- | ------------------------------------------------ | --- | --- | ------------------------------------------------------------------- |
| 2008 | Don’t Think I Don’t Think About It Learn to Live | US35 Platin · (20 Wo.)US | Country1 (28 Wo.)Country | Erstveröffentlichung: 27. Mai 2008                                  |
| 2008 | It Won’t Be Like This for Long Learn to Live     | US36 Platin · (20 Wo.)US | Country1 (27 Wo.)Country | Erstveröffentlichung: 3. November 2008                              |
| 2009 | Alright Learn to Live                            | US30 ×3Dreifachplatin · (20 Wo.)US | Country1 (21 Wo.)Country | Erstveröffentlichung: 20. April 2009                                |
| 2009 | History in the Making Learn to Live              | US61 Gold · (20 Wo.)US | Country3 (27 Wo.)Country | Erstveröffentlichung: 8. September 2009                             |
| 2010 | Come Back Song Charleston, SC 1966               | US37 Platin · (20 Wo.)US | Country1 (21 Wo.)Country | Erstveröffentlichung: 6. Juli 2010                                  |
| 2010 | This Charleston, SC 1966                         | US51 Platin · (20 Wo.)US | Country1 (25 Wo.)Country | Erstveröffentlichung: 22. November 2010                             |
| 2011 | I Got Nothin’ Charleston, SC 1966                | US84 (10 Wo.)US | Country17 (28 Wo.)Country | Erstveröffentlichung: 22. Mai 2011                                  |
| 2012 | True Believers                                   | — | Country24 (19 Wo.)Country | Erstveröffentlichung: 27. August 2012                               |
| 2013 | Wagon Wheel True Believers                       | US15 Diamant + Platin · (26 Wo.)US | Country1 (41 Wo.)Country | Erstveröffentlichung: 7. Januar 2013 Begleitgesang: Lady Antebellum |
| 2013 | Radio True Believers                             | US65 (15 Wo.)US | Country14 (21 Wo.)Country | Erstveröffentlichung: 22. Juli 2013                                 |
| 2014 | Homegrown Honey Southern Style                   | US53 Gold · (20 Wo.)US | Country6 (32 Wo.)Country | Erstveröffentlichung: 25. August 2014                               |
| 2015 | Southern Style                                   | — | Country38 (10 Wo.)Country | Erstveröffentlichung: 4. Mai 2015                                   |
| 2016 | If I Told You When Was the Last Time             | US53 Platin · (11 Wo.)US | Country4 (43 Wo.)Country | Erstveröffentlichung: 5. Juli 2016                                  |
| 2017 | For the First Time When Was the Last Time        | US58 Platin · (10 Wo.)US | Country7 (31 Wo.)Country | Erstveröffentlichung: 24. Juli 2017                                 |
| 2020 | Beers and Sunshine –                             | US42 Platin · (15 Wo.)US | Country7 (30 Wo.)Country | Erstveröffentlichung: 6. August 2020                                |
| Folgende Lieder erschienen nicht als Single, wurden aber durch das Album zum Download und Streaming bereitgestellt und konnten somit eine Platzierung erlangen: |                                                  | | |                                                                     |
| |                                                  | | |                                                                     |
| 2009 | Candy Cane Christmas Home for the Holidays       | — | Country32 (4 Wo.)Country |                                                                     |
| 2009 | Winter Wonderland Home for the Holidays          | — | Country49 (2 Wo.)Country |                                                                     |
| 2017 | Don’t When Was the Last Time                     | — | Country39 (1 Wo.)Country |                                                                     |

Weitere Singles
- 2002: Exodus
- 2003: Wild One
- 2014: Miss You
- 2018: Straight to Hell (feat. Jason Aldean, Luke Bryan & Charles Kelley)

### Gastbeiträge
| Jahr | Titel Album            | Höchstplatzierung, Gesamtwochen, AuszeichnungChartplatzierungen (Jahr, Titel, Album, Platzierungen, Wochen, Auszeichnungen, Anmerkungen) | Höchstplatzierung, Gesamtwochen, AuszeichnungChartplatzierungen (Jahr, Titel, Album, Platzierungen, Wochen, Auszeichnungen, Anmerkungen) | Anmerkungen                                                                          |
| Jahr | Titel Album            | US | Country | Anmerkungen                                                                          |
| --- | ---------------------- | --- | --- | ------------------------------------------------------------------------------------ |
| 2016 | Forever Country –      | US21 Gold · (4 Wo.)US | Country1 (18 Wo.)Country | Erstveröffentlichung: 16. September 2016 als Teil von Artists of Then, Now & Forever |
| 2023 | To Be a Man –          | — | Country32 (6 Wo.)Country | Erstveröffentlichung: 27. Oktober 2023 Dax feat. Darius Rucker                       |
| Folgende Lieder erschienen nicht als Single, wurden aber durch das Album zum Download und Streaming bereitgestellt und konnten somit eine Platzierung erlangen: |                        | | |                                                                                      |
| |                        | | |                                                                                      |
| 2016 | My Place Kuntry Livin’ | — | Country49 (1 Wo.)Country | Big Smo feat. Darius Rucker                                                          |

### Beiträge für Kompilationen
- 2021: Nothing Else Matters auf The Metallica Blacklist

## Auszeichnungen für Musikverkäufe
| Platin-Schallplatte - Kanada - 2021: für die Single Beers and Sunshine - Neuseeland - 2023: für das Album True Believers - Vereinigtes Königreich - 2025: für die Single Wagon Wheel | 3× Platin-Schallplatte - Kanada - 2015: für die Single Wagon Wheel 7× Platin-Schallplatte - Neuseeland - 2025: für die Single Wagon Wheel |

Anmerkung: Auszeichnungen in Ländern aus den Charttabellen bzw. Chartboxen sind in ebendiesen zu finden.
| Land/RegionAuszeichnungen für Musikverkäufe (Land/Region, Auszeichnungen, Verkäufe, Quellen) | Gold     | Platin       | Diamant  | Verkäufe   | Quellen              |
| -------------------------------------------------------------------------------------------- | -------- | ------------ | -------- | ---------- | -------------------- |
| Kanada (MC)                                                                                  | —        | 4× Platin4   | —        | 320.000    | musiccanada.com      |
| Neuseeland (RMNZ)                                                                            | —        | 8× Platin8   | —        | 225.000    | radioscope.co.nz NZ2 |
| Vereinigte Staaten (RIAA)                                                                    | 4× Gold4 | 13× Platin13 | Diamant1 | 25.000.000 | riaa.com             |
| Vereinigtes Königreich (BPI)                                                                 | —        | Platin1      | —        | 600.000    | bpi.co.uk            |
| Insgesamt                                                                                    | 4× Gold4 | 26× Platin26 | Diamant1 |            |                      |